# Dipoenata
Dipoenata is een geslacht van spinnen uit de familie van de Theridiidae (kogelspinnen).

## Soorten
- Dipoenata balboae (Chickering, 1943)
- Dipoenata cana Kritscher, 1996
- Dipoenata canariensis (Wunderlich, 1987)
- Dipoenata conica (Chickering, 1943)
- Dipoenata flavitarsis Wunderlich, 1992
- Dipoenata longitarsis (Denis, 1962)
- Dipoenata morosa (Bryant, 1948)